# Aqua (gruppo musicale)
Gli Aqua sono un gruppo musicale danese di genere europop ed eurodance composto da Lene Nystrøm, René Dif e Søren Rasted. Claus Norreen ha invece lasciato la band nel 2016. La cantante Lene Nystrøm è la sola componente norvegese del gruppo, gli altri sono di nazionalità danese. Il gruppo si è formato nel 1989 con il nome Joyspeed, con il quale ha pubblicato il singolo Itsy Bitsy Spider. Nel 1996 hanno assunto il nome Aqua, con il quale sono diventati noti internazionalmente un anno dopo grazie alla hit mondiale Barbie Girl, inclusa nel loro album di debutto, Aquarium. Da quel momento, fino al 2001, hanno riscosso un enorme successo con il successivo album, Aquarius e con i singoli estratti sia dal disco d'esordio sia dal successivo; tra i loro brani più noti sono infatti My Oh My, Doctor Jones, Lollipop (Candyman), Cartoon Heroes e Around the World.
In seguito a questo fenomeno discografico il gruppo si è sciolto, permettendo ai componenti di iniziare le loro carriere da solisti.
Si sono riuniti nel 2007, pubblicando due anni dopo la raccolta Greatest Hits, per la quale hanno registrato alcuni nuovi brani. Nel 2011 tornano ancora una volta sulle scene con la pubblicazione del singolo How R U Doin?, a cui segue il terzo disco di inediti del gruppo, Megalomania, uscito a distanza di undici anni dal precedente.

## Storia del gruppo

### Gli esordi come Joyspeed
Le origini del gruppo risalgono al 1989, quando Claus Norreen e Søren Rasted, entrambi specializzati nell'uso della tastiera e del drum machine, si sono artisticamente uniti formando il gruppo Joyspeed. Insieme hanno conosciuto i cantanti René Dif e Lene Nystrøm, durante la realizzazione della colonna sonora del film danese Fraekke Frida. Successivamente, nel 1995, hanno pubblicato con lo pseudonimo Joyspeed il singolo Itsy Bitsy Spider, restando però per una sola settimana nella classifica di vendita in Svezia.

### La nascita degli Aqua e il successo planetario
Abbandonata la piccola etichetta per la quale il gruppo aveva pubblicato il loro singolo d'esordio, il gruppo ha deciso di reinventarsi cambiando innanzitutto nome in Aqua. Dopo aver firmato un contratto con l'etichetta discografica Universal, il gruppo ha deciso di cambiare il proprio stile musicale, virando verso sonorità eurodance, europop e dance pop, giocando anche con il contrasto tra la voce roca del rapper e cantante René e quella acuta di Lene, facendo nascere così il loro stile definito bubblegum dance

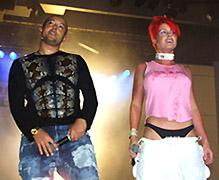
I cantanti René Dif e Lene Nystrøm durante un'esibizione nel 1998

Dopo aver scritto e registrato le canzoni, hanno debuttato in Danimarca nel 1996 con il singolo Roses Are Red, riscuotendo un grande successo restando al primo posto della classifica dei singoli per otto settimane. Visto il successo di questo primo brano, la casa discografica decise di tentare il debutto internazionale, avvenuto nel maggio del 1997 con un altro singolo, Barbie Girl; il brano ha riscosso un clamoroso successo in tutta l'Europa, piazzandosi al vertice delle classifiche di numerosi paesi. Il brano, accompagnato da un video musicale nel quale il quartetto è rappresentato in maniera fumettistica, durante il quale Lene Nystrøm interpretava la celebre bambola Barbie e René Dif rappresentava invece il fidanzato Ken, è rimasto nell'immaginario collettivo ma è anche stato oggetto di un contenzioso tra il gruppo e la Mattel, casa produttrice del giocattolo citato nel titolo, che contestava l'uso del marchio senza autorizzazione e il contenuto della canzone, secondo loro reo di presentare la Barbie come "volgare oggetto sessuale".
In seguito al successo di Barbie Girl è stato pubblicato il loro album d'esordio, Aquarium, anch'esso di grande successo di vendite essendosi piazzato ai primi posti delle classifiche di numerosi paesi europei come Norvegia, Svezia e Svizzera. Il successo del disco è stato supportato da ulteriori singoli da esso tratti come Doctor Jones, Lollipop (Candyman), Good Morning Sunshine e Turn Back Time, oltre alle riedizioni per il mercato internazionale di Roses Are Red e My Oh My, uscito inizialmente nella sola Scandinavia. Tutte le canzoni hanno riscosso notevoli risultati in classifica ed erano tutte nello stesso stile di Barbie Girl, eccetto Turn Back Time, ballata utilizzata come colonna sonora del film Sliding Doors che si presentava come una tipica canzone in stile bubblegum dance ma più matura e riflessiva.
Dopo aver venduto ventitré milioni di copie con il primo album e i singoli da esso tratto, il gruppo si è cimentato in un tour mondiale.
Durante questo periodo sono stati pubblicati anche gli album di remix Aqua Mania Remix e Bubble Mix.

### Aquarius, il secondo album
Nel 1998, in seguito al successo del primo album e dei relativi singoli e al loro primo tour mondiale, il gruppo ha deciso di prendere una pausa e di dedicare del tempo alla scrittura, alla produzione e alla preparazione del loro secondo disco. In seguito hanno dichiarato di essersi presi questo periodo di pausa anche per risolvere alcuni dissidi verificatisi a causa dei parecchi impegni legati alla promozione del loro primo album.
Il ritorno sulle scene musicali è avvenuto nel gennaio del 2000 con la pubblicazione del singolo Cartoon Heroes, che ha aperto la promozione del nuovo album, Aquarius, uscito nel febbraio dello stesso anno. Il singolo ha bissato il successo dei precedenti singoli, piazzandosi ai vertici delle classifiche di Italia e Norvegia e ottenendo altrettanto buoni risultati negli altri paesi, e anche l'album ha raggiunto ottimi risultati di vendita, seppur leggermente inferiori rispetto a quelli del precedente disco. Questo lavoro è risultato discretamente fedele allo stile bubblegum dance inaugurato nel precedente disco pur contenendo alcune tracce influenzate da altri generi musicali, definite da Søren Rasted "pecore nere".
La promozione è proseguita con l'uscita del singolo Around the World, che tuttavia non ha raggiunto eclatanti risultati di vendita. Lo stesso è accaduto ai successivi due singoli, Bumble Bees e la ballata We Belong to the Sea, il primo entrato solo nelle classifiche di Belgio e Svezia e il secondo assente da qualsiasi classifica. La promozione del disco si è quindi conclusa nel 2001, in seguito al deludente riscontro degli ultimi singoli da parte del pubblico.

### Lo scioglimento e i gruppi dei singoli componenti
Nei primi mesi del 2001 il gruppo ha proseguito un tour mondiale e ha cominciato a preparare il terzo album. A metà anno sono ospiti all'Eurovision Song Contest 2001 ospitato da Copenaghen, dove cantano alcuni dei loro successi. Tuttavia, nel luglio del 2001, il gruppo ha annunciato il suo scioglimento. Non sono mai state rese note motivazioni ufficiali di tale decisione, ma tra varie illazioni, la causa più accreditata è risultata essere proprio lo scarso successo del loro secondo disco. L'anno successivo ha visto la pubblicazione in Giappone della raccolta Cartoon Heroes: The Best of Aqua, successivamente uscita anche negli Stati Uniti, e del disco di remix Remix Super Best.
In seguito all'abbandono del gruppo, i quattro componenti hanno proseguito un'attività da solisti; i più prolifici sono stati tuttavia la cantante Lene, che nel 2003 ha pubblicato per la Polydor il disco Play with Me, di scarso successo commerciale nonostante il discreto riscontro ottenuto dal primo singolo It's Your Duty, e Søren, che ha lavorato con il gruppo musicale Lazyboy, con il quale ha pubblicato un disco, Lazyboy TV, di discreto successo in Danimarca.
Due dei componenti, la cantante Lene Nystrøm e il produttore Søren Rasted, si sono sposati pochi mesi dopo lo scioglimento del complesso.

### La reunion:Greatest Hits
Dopo essersi incontrati nel 2005 per la realizzazione del documentario televisivo Turn Back Time, il 26 ottobre 2007 il gruppo si è riunito. Sono effettivamente tornati in attività nel 2008, realizzando otto concerti in Danimarca nell'ambito del Grøn koncert festival.

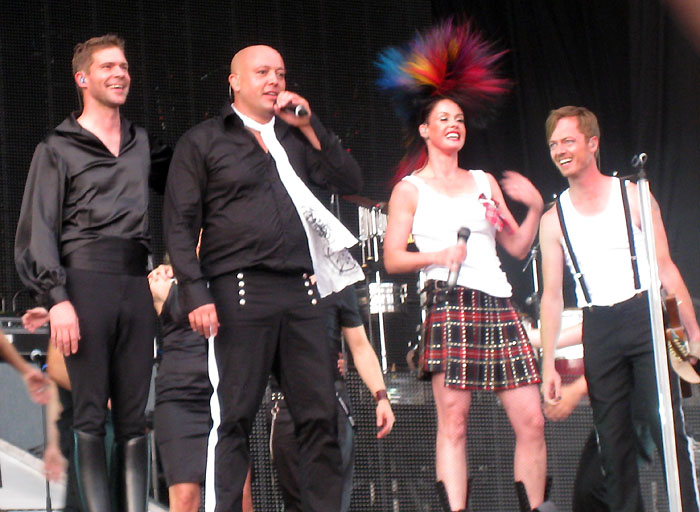
La reunion del 2008

Il loro effettivo ritorno alla discografia si è tuttavia realizzato nel giugno 2009 con l'uscita del primo singolo dopo otto anni, il brano Back to the 80's; di discreto successo alcuni paesi europei, in particolar ha raggiunto il vertice della classifica danese dei singoli. Questo brano ha anticipato la pubblicazione di un disco, intitolato semplicemente Greatest Hits e uscito per la divisione danese della loro storica etichetta, la Universal, che può essere considerato la prima raccolta ufficiale del gruppo perché promossa dallo stesso complesso, che vi ha inserito anche altri due inediti, il secondo singolo My Mamma Said, quarto nella classifica danese, e Live Fast - Die Young, piazzatosi alla ventiquattresima posizione della medesima classifica nel periodo di pubblicazione degli album con i soli download digitali, non essendo mai stato pubblicato come singolo.
Per il Natale 2009 è uscita una riedizione della raccolta contenente il brano natalizio Spin Me a Christmas, pubblicato come singolo e accompagnato da un video musicale girato da Peder Pederson, già regista del celebre video di Barbie Girl.

### Il terzo disco:Megalomania

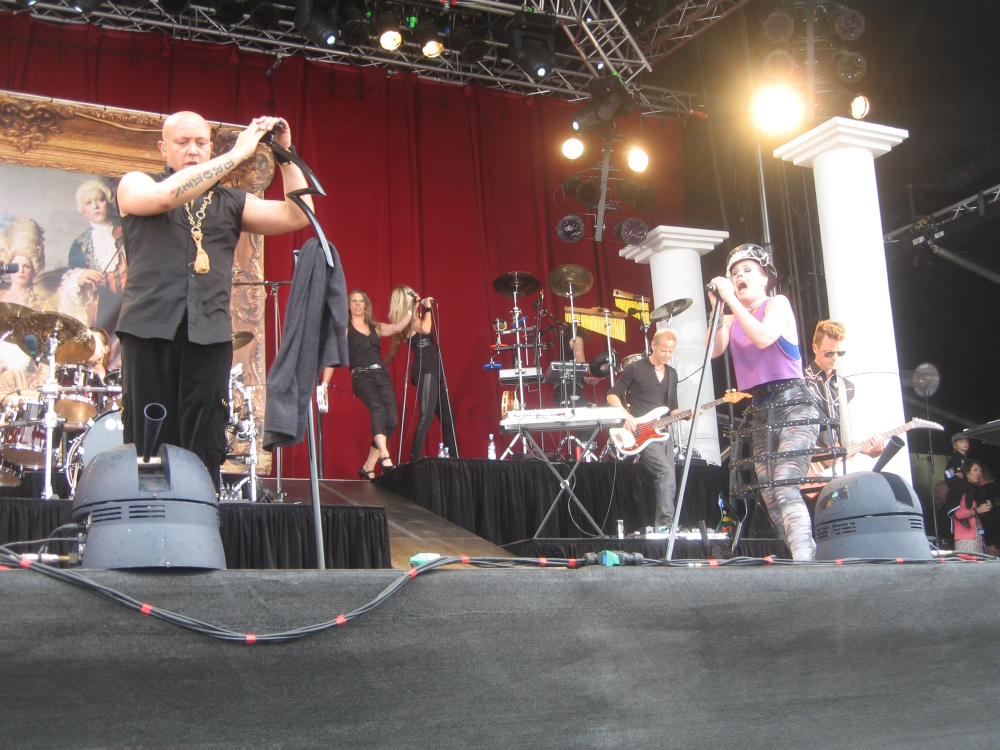
Gli Aqua in concerto nel 2009

Nei primi mesi del 2011 è stato pubblicato un nuovo singolo del gruppo, How R U Doin?, pubblicato nei paesi Scandinavi il 14 marzo di quell'anno, che ha ottenuto successo raggiungendo la quarta posizione della classifica danese degli album.
Nel settembre dello stesso anno, il gruppo ha pubblicato due nuovi singoli, Like a Robot e Playmate to Jesus; i due brani tuttavia non riscuotono il successo del precedente brano, e soltanto il secondo è apparso nella classifica danese, alla ventiseiesima posizione. I due singoli hanno anticipato la pubblicazione del terzo disco di inediti del gruppo, uscito ben undici anni dopo il precedente, diffuso solo in Danimarca dalla Universal Music il 30 settembre 2011. Il disco ha ottenuto un buon successo di vendite, debuttando alla sesta posizione della classifica danese degli album più venduti.

### Reunion
Nel settembre del 2016, gli Aqua si sono esibiti, dopo quattro anni, in Danimarca in una decina di concerti in un festival della musica chiamato "Vi Elsker 90'erne" (tradotto "Amiamo gli anni 90")..
Il 20 dello stesso mese, però, Claus Norreen annunciò che avrebbe lasciato il gruppo per intraprendere nuove scelte musicali da solista, anche se per lui gli Aqua rimarranno sempre la "sua famiglia" .
Il 25 maggio del 2018 gli Aqua annunciano il The Rewind Tour in Canada (per la loro prima volta) assieme al gruppo canadese Prozzäk e alla cantante danese Whigfield.
Il 22 giugno 2018, sulla loro pagina Facebook, annunciano a sorpresa l'uscita del nuovo singolo Rookie con la nuova formazione a tre e dopo 7 anni dall'uscita del loro ultimo singolo.
Nel luglio del 2021, rilasciano un nuovo singolo, ovvero una cover di I Am What I Am, incisa originariamente da Gloria Gaynor, in occasione dell'Europride 2021 svoltasi a Copenaghen.

## Stile musicale
Il complesso, universalmente considerato di genere bubblegum dance, si è fatto conoscere principalmente per il suo originale stile musicale, che univa le sonorità eurodance alle capacità vocali dei due cantanti, Lene Nystrøm e René Dif, l'una caratterizzata da un timbro acuto, l'altro da una vocalità roca. In particolare il primo disco, Aquarium, era considerato cartoonesco per via di diversi richiami a personaggi appartenenti al mondo della fantasia; si trattava in particolare di brani come Barbie Girl e Doctor Jones, ispirati rispettivamente a Barbie e a Indiana Jones, accompagnati nella loro uscita sul mercato dei due video musicali nei quali il gruppo interpretava i personaggi che hanno ispirato la scrittura delle canzoni.
Il secondo album, Aquarius, è risultato invece più maturo rispetto al precedente, grazie anche all'utilizzo in fase di registrazione di un'orchestra sinfonica composta da 28 elementi, permettendo così al gruppo di utilizzare sonorità ispirate ai cabaret o ai musical. Oltre a risultare più maturo del precedente, il secondo disco conteneva anche contaminazioni di altri generi musicali come la musica disco e il pop latino.

## Formazione
Attuale
- Lene Grawford Nystrøm - voce (1994-2001, 2007-2012, 2016-Oggi)
- René Dif - chitarra, seconda voce (1994-2001, 2007-2012, 2016-Oggi)
- Søren Rasted - batteria, chitarra (1994-2001, 2007-2012, 2016-Oggi)

Ex-Componenti
- Claus Norreen - DJ, programmazione, tastiere, sintetizzatori, chitarra (1994-2001, 2007-2012)

## Discografia
- 1997 – Aquarium
- 2000 – Aquarius
- 2011 – Megalomania